# Most (mózg)

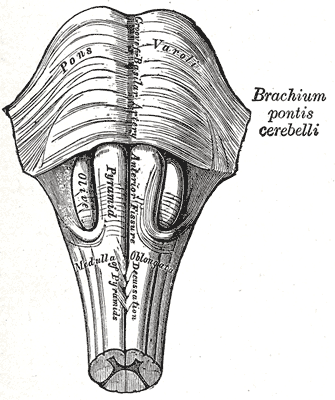
Schematyczne przedstawienie mostu i rdzenia przedłużonego, widok od przodu i z dołu.

Most, most Varolia (łac. pons, pons Varolio, pons Varoli) – część ośrodkowego układu nerwowego należąca do pnia mózgu. Nazwa eponimiczna upamiętnia włoskiego anatoma Costanzo Varolio.

## Stosunki anatomiczne
W budowie mostu wyróżnia się dwie powierzchnie: brzuszną i grzbietową. Pokryty jest od zewnątrz oponami mózgowo-rdzeniowymi, które odgraniczają go od kości czaszki. Leży powyżej rdzenia przedłużonego, pomiędzy rdzeniem przedłużonym a śródmózgowiem. Tworzy poprzeczne, szerokie uwypuklenie, widoczne dobrze na brzusznej powierzchni mózgowia. Most jest u góry odgraniczony od konarów mózgu przez bruzdę boczną śródmózgowia, a na dole oddziela go od rdzenia przedłużonego wyraźna bruzda opuszkowo-mostowa. W płaszczyźnie pośrodkowej na brzusznej powierzchni mostu biegnie w bruździe podstawnej (sulcus basilaris) tętnica podstawna, od której odchodzą tętnice zaopatrujące most. W wyniosłościach obok bruzdy tętnicy podstawnej leżą drogi piramidowe. Bocznym przedłużeniem mostu są konary środkowe móżdżku stanowiące połączenie z móżdżkiem. Do mostu wnikają również konary górne móżdżku biegnące do śródmózgowia. Część grzbietowa mostu stanowi część dna dołu równoległobocznego, będącego dnem komory czwartej.
Wewnątrz mostu znajdują się:
- jądra mostu,
- twór siatkowaty,

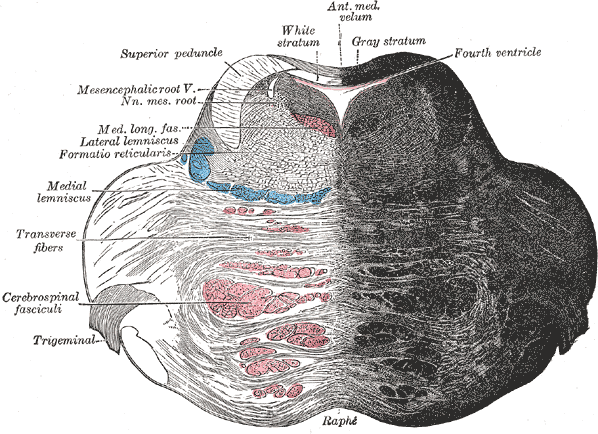
Przekrój poprzeczny przez most, w jego górnej części.

- niektóre z jąder nerwów czaszkowych:
  - jądro nerwu twarzowego,
  - jądro nerwu odwodzącego,
  - jądra nerwu trójdzielnego.